# 王鶯
王鶯（英語：Wong Ang），籍貫廣東省東莞縣，廣州市話劇演員，香港電影演員，自銀幕處女作《怨女望夫歸》（1939年）至《夜桃源》（1952年，飾演舞女琅琅），從1930年代至50年代參演約20多齣電影。

## 部份王鶯的電影
- 怨女望夫歸（1939年）
- 嫁錯郎（1939年）
- 斬龍遇仙記（1940年）
- 姊妹花（1940年）
- 夜盜紅綃（1940年）
- 趙子龍（1940年）
- 情人四萬萬（1941年）（國語）
- 阮氏三雄（1941年）
- 流亡之歌（1941年）
- 左慈戲曹操（1941年）
- 民族的吼聲（1941年），擔任第一女主角
- 錦繡年華（上集）（1951年），飾演曹慕貞
- 呷錯醋（1951年）
- 失魂魚（1951年），飾演初為人母的阿桂
- 阿福（1951年）
- 錦繡年華（下集）（1951年），飾演曹慕貞
- 發財添丁（1952年），飾演周瑪莉
- 難為了爸爸（1952年），飾程大女
- 朱門紅淚（1952年）
- 夜桃源（1952年），飾演舞女琅琅

## 外部連結
- 香港電影資料館：王鶯參演電影的記錄[永久]
- 香港影庫：王鶯（页面存档备份，存于）
- 初為人母的王鶯為嬰兒稟神的片斷